# OpShop
OpShop ist eine neuseeländische Alternative-Rock-Band aus Auckland.

## Bandgeschichte
Entstanden ist die Band 2002 aus einem gemeinsamen Auftritt von Jason Kerrison, der als Solosänger in Auckland unterwegs war, und seinem langjährigen Freund Tim Skedden. Ihnen schloss sich der Schlagzeuger Bobby Kennedy an und zusammen mit Gitarrist Matt Treacy und Bassist Ian Munro bildeten sie die ursprüngliche Besetzung von OpShop, die sich anfänglich noch GST nannten.
Im Jahr darauf nahmen sie an einem Wettbewerb des Radiosenders ZM teil, den sie gewannen. Es folgte die Veröffentlichung ihrer Debütsingle Saturated, mit der sie auf Anhieb einen Achtungserfolg in den neuseeländischen Charts hatten. Auch das folgende Debütalbum You Are Here konnte sich unter den Top-20-Alben platzieren. Weitere Popularität bescherte ihnen die Single No Ordinary Thing, bei der sie von der erfolgreichen Liedermacherin Brooke Fraser am Klavier unterstützt wurden. Danach verließen allerdings Skedden und Munro die Band und mit dem neuen Bassisten Clint Harris machte die Band zu viert weiter.
Ihren großen Durchbruch hatten OpShop 2007 mit dem Song Maybe. Mit 42 Wochen in den neuseeländischen Top 40 ist es eines der erfolgreichsten Lieder in den Charts ihrer Heimat. Das zugehörige Album Second Hand Planet stieg kurz darauf auf Platz 3 der Hitparade ein und nachdem die zweite Single One Day ebenfalls sehr erfolgreich lief, stieg das Album Anfang 2008 bis auf Platz eins. Es hielt sich 86 Wochen unter den meistverkauften Top 40 und ist damit eines der erfolgreichsten Alben eines neuseeländischen Interpreten. Das Album erreichte 3-fach-Platin-Status, die Singles wurden mit Gold und Platin ausgezeichnet.
An Weihnachten 2008 veröffentlichten sie zusammen mit der Singer-Songwriterin Anika Moa die Single Beside You, die ihr dritter Top-10-Hit wurde. Bis zum dritten Album der Band verging danach allerdings wieder einige Zeit. Until the End of Time erschien im Sommer 2010 und stieg diesmal direkt auf Platz eins ein. Trotzdem konnte es nicht ganz an den großen Erfolg des Vorgängers anknüpfen und keine der Singleveröffentlichungen erreichte die Top 10 der neuseeländischen Charts.
Ende 2010 hatte Bandkopf Jason Kerrison als Begleitsänger von Rapper K. One bzw. von Radio-DJ Mike Puru zwei kleinere Charthits ohne Band. Ein Jahr später gründete er mit Skedden das Nebenprojekt The Babysitters Circus. 2013 wurde das vorläufige Ende der Band verkündet. 2018 kamen sie noch einmal für einen gemeinsamen Auftritt beim Homegrown Festival in Wellington zusammen.

## Bandmitglieder
- Jason Kerrison, Sänger
- Bobby Kennedy, Schlagzeuger
- Matt Treacy, Gitarrist
- Clint Harris, Bassist

ehemalige Mitglieder
- Tim Skedden, Gitarrist
- Ian Munro, Bassist

## Diskografie
Alben
- You Are Here (2004)
- Second Hand Planet (2007)
- Until the End of Time (2010)

Singles
- Saturated (2004)
- No Ordinary Thing (2004)
- Maybe (2007)
- One Day (2007)
- Beside You (Anika Moa & Opshop, 2008)
- Pins & Needles (2010)
- Madness and Other Allergies (2010)
- Love Will Always Win (2011)
- Never Leave Me Again (2012)